# Chrysopsidinae
Chrysopsidinae G.L. Nesom, 1994  è una sottotribù di piante angiosperme dicotiledoni della famiglia delle Asteraceae (sottofamiglia Asteroideae e tribù Astereae/clade  North American lineage).

## Etimologia
Il nome della sottotribù deriva dal suo genere più importante Chrysopsis (Nutt.) Elliott, il cui nome deriva da due parole greche "chrysos" (= oro) e "opsis" ( = aspetto o somiglianza), ossia "di aspetto simile all'oro" e fa riferimento al colore giallo dei capolini di queste piante.
Il nome scientifico della sottotribù è stato definito per la prima volta dal botanico contemporaneo Guy L. Nesom (1945 -) nella pubblicazione "Phytologia; Designed to Expedite Botanical Publication. New York - 76:. 203 1994" del 1994.

## Descrizione

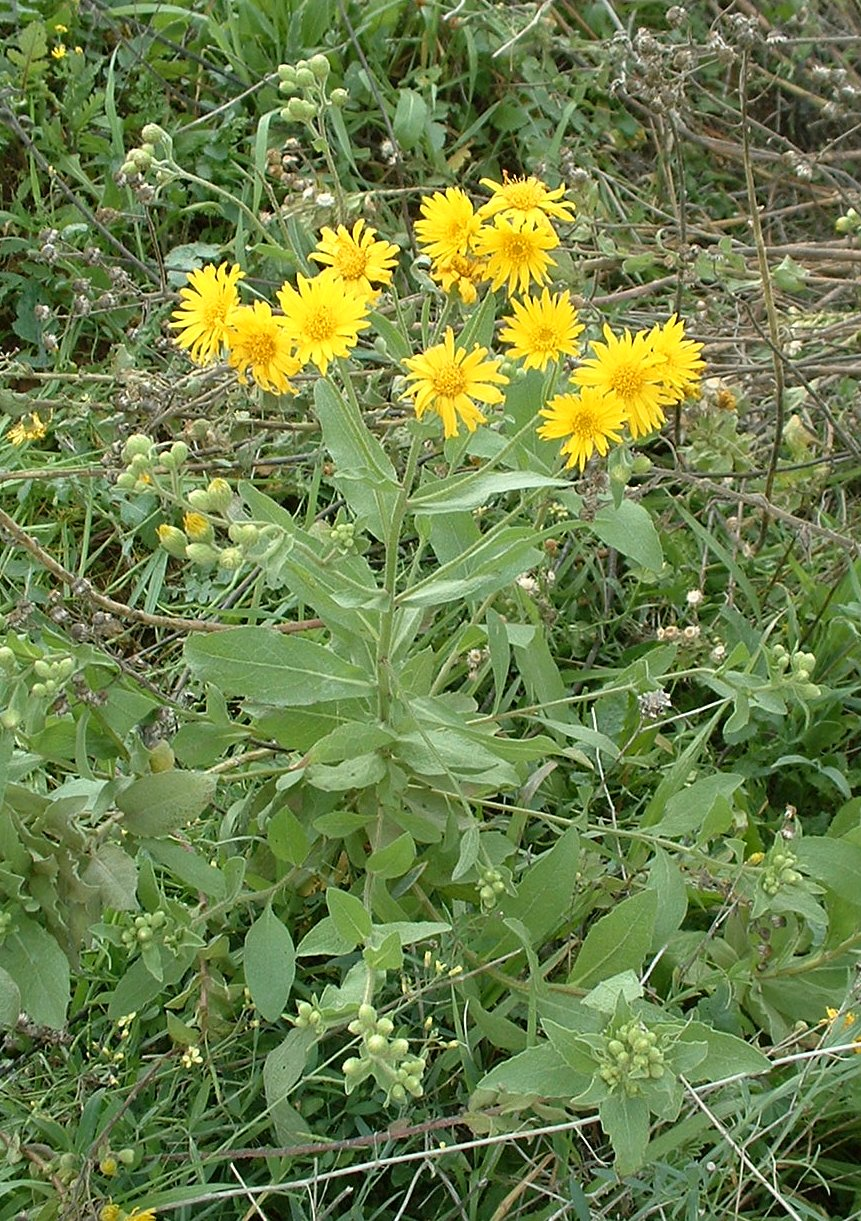
Il portamento
Heterotheca subaxillaris

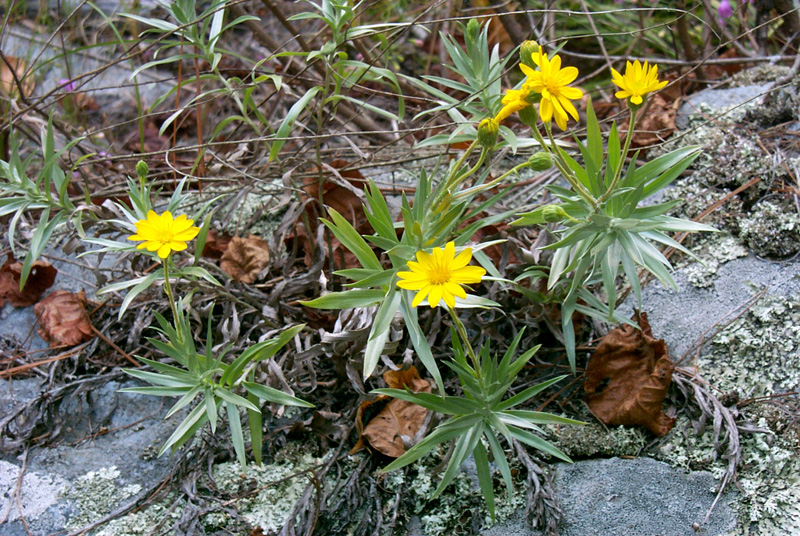
Le foglie
Pityopsis ruthii

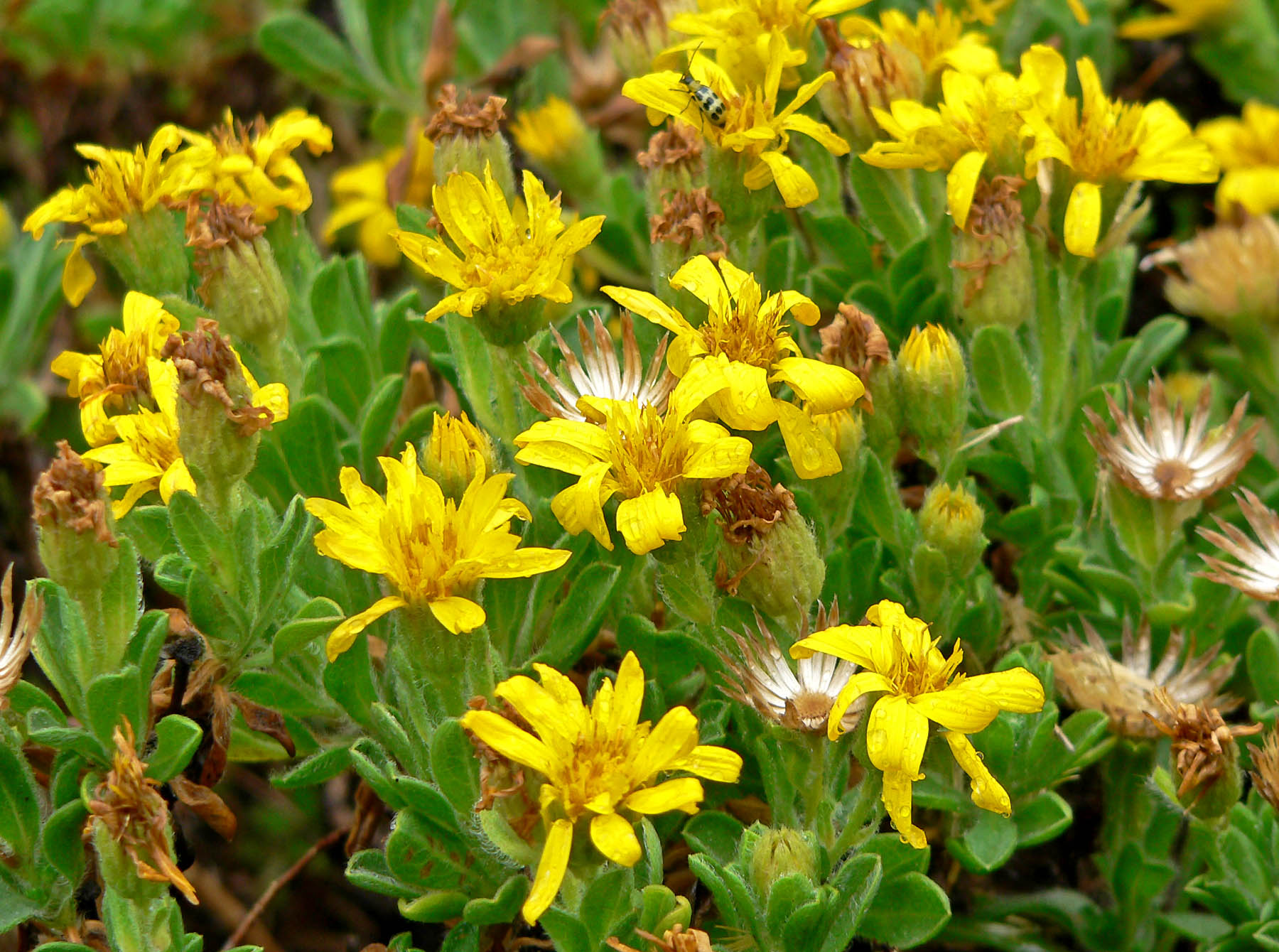
Infiorescenza
Heterotheca sessiliflora

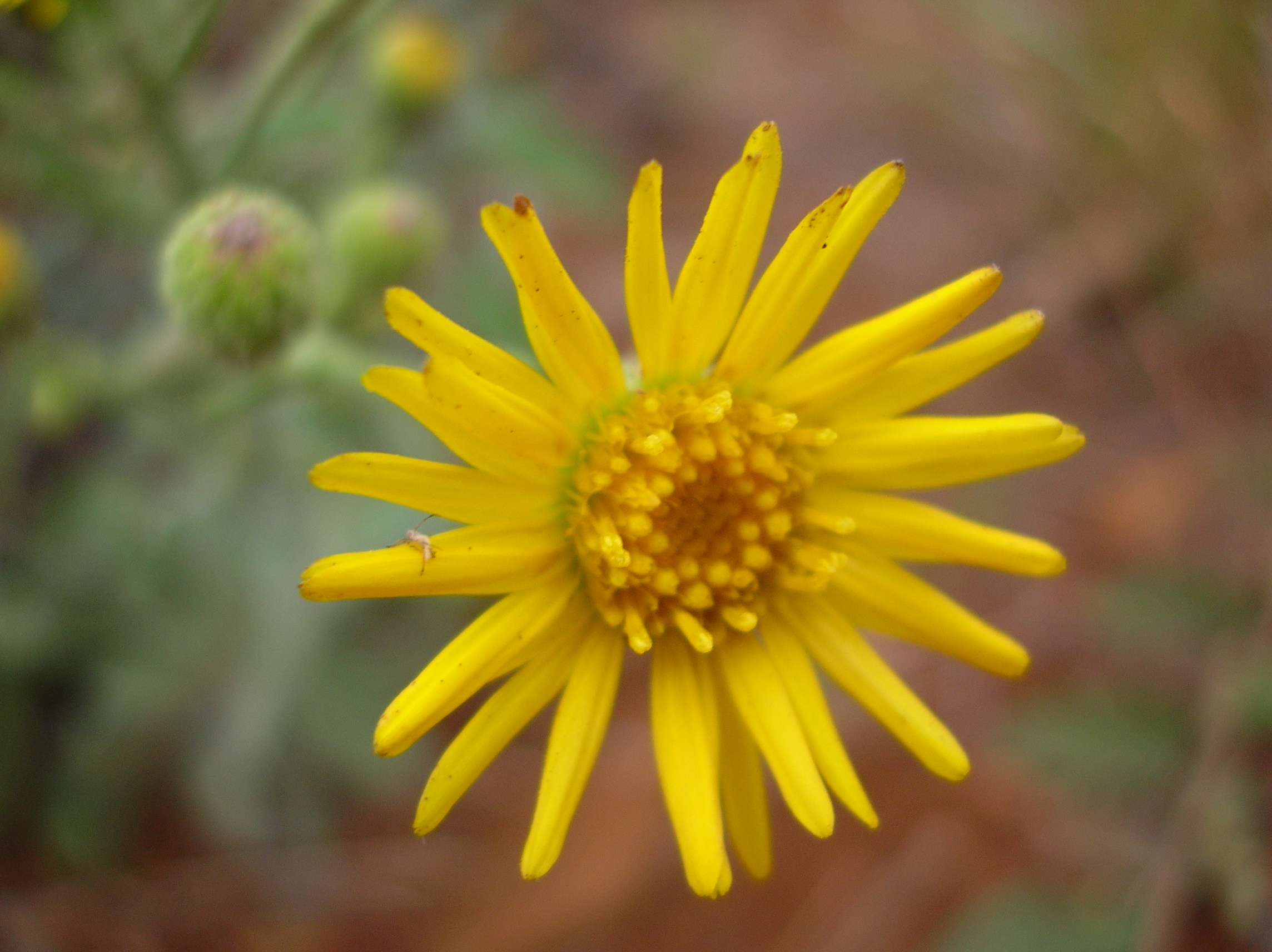
I fiori
Heterotheca grandiflora

Portamento. Le specie di questa sottotribù sono delle erbe con un ciclo biologico annuale, biennale, perenne o sono arbustive. Arrivano al massimo a un'altezza di 200 cm (Heterotheca). La parte sotterranea del fusto è un fittone (o anche un rizoma) con radici secondarie; a volte può essere robusta, quasi legnosa. I fusti sono eretti, ascendenti, decombenti o prostrati; possono essere semplici o ramificati. L'indumento è glabro, ispido, lanoso o di tipo aracnoide (Chrysopsis mariana (L.) Elliott ); in alcuni casi può essere densamente ghiandoloso.
Fusto. La parte aerea in genere è eretta (scaposa), semplice o ramosa. 
Foglie.  Le foglie si dividono in basali e caulinari. In genere le foglie sono sessili (Chrysopsis - Croptilon) o picciolate (Heterotheca) con 1 - 3 nervi superficiali oppure da 3 a 11 nervi paralleli (Pityopsis), a lamina intera (a volte ondulata) con apici acuti. La superficie può essere glabra, oppure peloso-ispida anche per peli anastomosati, oppure ricoperta da ghiandole;
- foglie basali: le foglie basali sono disposte perlopiù in rosette. La forma della lamina è da spatolata a oblanceolata. I bordi sono interi o eventualmente dentati (seghettati) verso l'apice;
- foglie caulinari: le foglie cauline lungo il fusto sono disposte in modo alterno. La lamina è progressivamente più lineare (o lanceolata o ellittica o ovata).

Infiorescenza. Le sinflorescenze sono sia scapose (capolini solitari) che composte da diversi capolini raccolti in formazioni corimbose, panicolate (a forma di pannocchia). Le infiorescenze vere e proprie sono composte da un capolino terminale peduncolato, volte lungo e nudo, di tipo radiato con fiori eterogami. I capolini sono formati da un involucro, con forme più o meno campanulate, composto da diverse brattee, al cui interno un ricettacolo fa da base ai fiori di due tipi: fiori del raggio e fiori del disco. Le brattee,  sono disposte in modo più o meno embricato su più serie;
- dimensioni dell'involucro: 5 - 12 x 5,5 - 14 mm in Chrysopsis; 3 – 14 x 3,8 – 23 mm in Heterotheca; 4,5 – 13 x 5,5 – 14 mm in Pityopsis oppure sub-cilindrico con dimensioni: 4 – 8 x 2 – 8 mm in Croptilon;
- brattee involucrali: le brattee sono da 22 a 40 (fino a 80 Heterotheca) disposte su 3 – 5 serie; hanno un nervo centrale e possono essere carenate e cigliate all'apice; la forma è da lineare-lanceolata a oblanceolata; a volte sono ineguali (anche fortemente ineguali); la consistenza è cartacea o membranosa o più semplicemente fogliacea con margini scariosi; la superficie può essere glabra, pelosa o ghiandolosa (punteggiata);
- ricettacolo: il ricettacolo è piatto o leggermente convesso e nudo (privo di pagliette avvolgenti la base dei fiori).

Fiori.  I fiori sono tetra-ciclici (formati cioè da 4 verticilli: calice – corolla – androceo – gineceo) e pentameri (calice e corolla formati da 5 elementi). Si distinguono in:
- fiori del raggio (esterni): sono femminili e sono disposti su una sola serie; la forma è ligulata (zigomorfa); in Chrysopsis sono da 9 a 36 con corolle gialle; in Croptilon sono da 30 a 50 con corolle da giallo brillante a giallo arancio; in Heterotheca sono da 4 a 30 (sono assenti nella specie Heterotheca oregona (Nutt.) Shinners) con corolle gialle; in Pityopsis sono da 8 a 35 con corolle gialle;
- fiori del disco (centrali): sono più numerosi con forme brevemente tubulose (attinomorfe); sono ermafroditi; in Chrysopsis sono da 25 a 90;  in Croptilon sono da 6 a 108;  in Heterotheca sono da 9 a 110;  in Pityopsis sono da 15 a 60.

- Formula fiorale:

*/x K {\displaystyle \infty }, [C (5), A (5)], G 2 (infero), achenio
- Calice: i sepali del calice sono ridotti ad una coroncina di squame.

- Corolla: 
  - fiori del raggio: la forma della corolla alla base è più o meno tubulosa-imbutiforme, mentre all'apice è ligulata; la ligula può terminare con alcuni denti;
  - fiori del disco: la forma è tubulare bruscamente divaricata in 5 lobi; i lobi, patenti o eretti, hanno una forma deltata o più o meno lanceolata; nella gola del tubo sono presenti dei cristalli prismatico-rettangolari.

- Androceo: l'androceo è formato da 5 stami sorretti da filamenti generalmente liberi; gli stami sono connati e formano un manicotto circondante lo stilo; le teche (produttrici del polline) alla base sono troncate e sono lievemente auricolate (molto raramente sono speronate o hanno una coda); le appendici apicali delle antere hanno delle forme piatte e lanceolate; il tessuto endoteciale (rivestimento interno dell'antera) è quasi sempre polarizzato (con due superfici distinte: una verso l'esterno e una verso l'interno). Il polline è sferico con un diametro medio di circa 25 micron;  è tricolporato (con tre aperture sia di tipo a fessura che tipo isodiametrica o poro) ed è echinato (con punte sporgenti).[11][17]

- Gineceo: l'ovario è infero uniloculare formato da 2 carpelli.[7] Lo stilo (il recettore del polline) è profondamente bifido (con due stigmi divergenti) e con le linee stigmatiche marginali separate.[18] I due bracci dello stilo hanno una forma da lanceolata a deltoide e possono essere papillosi o ricoperti da ciuffi di peli.

Frutti. I frutti sono degli acheni con pappo; in alcune specie è presente un certo dimorfismo (gli acheni dei fiori del raggio differiscono dagli acheni dei fiori del disco);
- achenio: gli acheni hanno una forma obconica, a volte leggermente compressa, con superficie liscia o percorsa da 1 – 14 coste o nervature longitudinali;
- pappo: il pappo è persistente ed è formato da setole (da 20 a 50) o da creste (secondo i vari generi) sia interne che esterne su una o più serie (da 2 a 4).

## Biologia
Impollinazione: l'impollinazione avviene tramite insetti (impollinazione entomogama tramite farfalle diurne e notturne).

Riproduzione: la fecondazione avviene fondamentalmente tramite l'impollinazione dei fiori (vedi sopra).

Dispersione: i semi (gli acheni) cadendo a terra sono successivamente dispersi soprattutto da insetti tipo formiche (disseminazione mirmecoria). In questo tipo di piante avviene anche un altro tipo di dispersione: zoocoria. Infatti gli uncini delle brattee dell'involucro (se presenti) si agganciano ai peli degli animali di passaggio disperdendo così anche su lunghe distanze i semi della pianta. Inoltre per merito del pappo il vento può trasportare i semi anche a distanza di alcuni chilometri (disseminazione anemocora).

## Distribuzione e habitat
Le specie di questo gruppo sono tutte proprie del continente americano. Nella tabella sottostante sono indicate in dettaglio le distribuzioni relative ai vari generi della sottotribù.

## Sistematica
La famiglia di appartenenza di questa voce (Asteraceae o Compositae, nomen conservandum) probabilmente originaria del Sud America, è la più numerosa del mondo vegetale, comprende oltre 23.000 specie distribuite su 1.535 generi, oppure 22.750 specie e 1.530 generi secondo altre fonti (una delle checklist più aggiornata elenca fino a 1.679 generi). La famiglia attualmente (2021) è divisa in 16 sottofamiglie; la sottofamiglia Asteroideae è una di queste e rappresenta l'evoluzione più recente di tutta la famiglia.

### Filogenesi
Il gruppo di questa voce è descritto nella tribù Astereae, una delle 21 tribù della sottofamiglia Asteroideae). Da un punto di vista filogenetico, la tribù Astereae fa parte del supergruppo (o sottofamiglia) "Asteroideae grade"; l'altro è il supergruppo "Non-Asteroideae" contenente il resto delle sottofamiglie delle Asteraceae. All'interno del supergruppo è vicina alle tribù Senecioneae, Calenduleae, Gnaphalieae e Anthemideae.
I caratteri più notevoli della tribù Astereae sono: la base delle antere sono prive di code e non sono calcarate (speronate); le linee stigmatiche dei bracci dello stilo sono totalmente separate; i due bracci dello stilo hanno una forma breve o allungata da lanceolata a deltoide e possono essere papillosi o ricoperti da ciuffi di peli (all'esterno, mentre all'interno sono glabri). La distribuzione della maggior parte delle specie di questo gruppo è nelle regioni temperate nord e sud.
In base alle ultime ricerche nella tribù sono stati individuati (provvisoriamente) 5 principali lignaggi:
- Basal grade: include alcuni generi isolati, il gruppo "South American-Oceania",  alcune sottotribù africane e il gruppo dei generi legnosi del Madagascar.
- Bellis lineage: comprende le sottotribù eurasiatiche e una sottotribù africana.
- Aster lineage: include i generi asiatici di Asterinae e i principali gruppi dell'Australia e dell'Oceania.
- Baccharis lineage: include alcuni gruppi sudamericani.
- North American lineage: include la vasta gamma di sottotribù del Nordamerica, Messico e alcuni gruppi distribuiti nel Sudamerica.

La sottotribù di questa voce è inclusa nel lignaggio "North American lineage". La sottotribù "Chrysopsidinae" è di recente composizione. Storicamente diverse specie di questo gruppo sono “passate” da un genere all'altro. Ad esempio buona parte delle attuali specie di Chrysopsis erano incluse in Heterotheca e Pityopsis. Solo dopo alcuni accurati studi sulle specie di Chrysopsis si è individuata una caratteristica distintiva per questo genere nella struttura e forma dei pappi. Le specie del genere Croptilon che inizialmente erano “viste” come una sezione di Haplopappus (sottotribù Machaerantherinae), ora si pensa siano strettamente collegate al genere Pityopsis per la somiglianza del particolare tipo di tricomi aracnoidi, mentre la distinzione maggiore (rispetto al resto della sottotribù) è dovuta ai suoi fittoni, alle foglie rigide cigliate e ad altri caratteri. Anche il genere Heterotheca ha subito più di qualche revisione tassonomica. Il genere è diviso in sezioni in base alla presenza o assenza (caratteristica distintiva) dei fiori ligulati e ad alcune caratteristiche morfologiche delle foglie. Pityopsis storicamente veniva considerato come una sezione di Chrysopsis, ma anche come un genere distinto. Solo ultimamente in base ad analisi di tipo cladistico è stata confermata la separazione da Chrysopsis, ma anche da Heterotheca. Le specie del genere Bradburia (Bradburia hirtella Torrey & A. Gray e Bradburia pilosa (Nuttall) Semple), storicamente descritte all'interno del genere Chrysopsis (sect. Bradburia), in base agli ultimi studi formano un clade fortemente sostenuto per cui sono state separate in un genere a parte.
Attualmente la sottotribù è considerata monofiletica ed è “gruppo fratello” della sottotribù Conyzinae; i particolare fa parte (da un punto di vista filogenetico) di un gruppo formato dalle sottotribù Conyzinae, Chaetopappinae, Geissolepinae e Astranthiinae. (vedi il cladogramma tratto dallo studio citato e semplificato).
|  | Bradburia  |
|  |            |
|  | Chrysopsis |
|  |            |

|  | Noticastrum |
|  |             |
|  | Croptilon   |
|  |             |
|  | Heterotheca |
|  |             |

|  | Bradburia  |
|  |            |
|  | Chrysopsis |
|  |            |

|  | Noticastrum |
|  |             |
|  | Croptilon   |
|  |             |
|  | Heterotheca |
|  |             |

|  | Bradburia  |
|  |            |
|  | Chrysopsis |
|  |            |

|  | Noticastrum |
|  |             |
|  | Croptilon   |
|  |             |
|  | Heterotheca |
|  |             |

|  | Bradburia  |
|  |            |
|  | Chrysopsis |
|  |            |

|  | Noticastrum |
|  |             |
|  | Croptilon   |
|  |             |
|  | Heterotheca |
|  |             |

|  | Bradburia  |
|  |            |
|  | Chrysopsis |
|  |            |

|  | Noticastrum |
|  |             |
|  | Croptilon   |
|  |             |
|  | Heterotheca |
|  |             |

|  | Bradburia  |
|  |            |
|  | Chrysopsis |
|  |            |

|  | Noticastrum |
|  |             |
|  | Croptilon   |
|  |             |
|  | Heterotheca |
|  |             |

|  | Bradburia  |
|  |            |
|  | Chrysopsis |
|  |            |

|  | Noticastrum |
|  |             |
|  | Croptilon   |
|  |             |
|  | Heterotheca |
|  |             |

|  | Bradburia  |
|  |            |
|  | Chrysopsis |
|  |            |

|  | Noticastrum |
|  |             |
|  | Croptilon   |
|  |             |
|  | Heterotheca |
|  |             |

I caratteri distintivi delle specie di questa sottotribù sono:
- il portamento delle specie è erbaceo;
- la parte interna del pappo è distintamente più lunga di quella esterna;
- il numero cromosomico di base delle specie è n = 9 e valori ridotti.

Il numero cromosomico delle specie della sottotribù è: 2n = 8, 10, 12, 14 e 18.

### Composizione della sottotribù
La sottotribù Chrysopsidinae comprende 8 generi e 135 specie.
| Genere                           | N. specie | Distribuzione                                                           | Caratteri più significativi | Numeri cromosomici  | Fiori |
| -------------------------------- | --------- | ----------------------------------------------------------------------- | --- | ------------------- | ----- |
| Bradburia Torr. & A.Gray, 1842   | 2         | Stati Uniti d'America meridionali                                       | I fiori del disco sono sia bisessuali che funzionalmente maschili. - Il pappo è formato da due serie distinte (quella interna è formata da setole barbate, quella esterna da setole più corte).                                                 | 2n = 6 e 8          |       |
| Chrysopsis (Nutt.) Elliott, 1823 | 10        | Stati Uniti d'America sud-orientali                                     | Gli steli spesso portano numerosi capolini. - La forma degli acheni varia da obovata a lineare-oblunga, e anche quasi da affusolata a leggermente piatta con 5 - 10 coste, le coste spesso hanno dei condotti resinosi. - Il pappo è biseriato. | 2n = 6, 8, 10 e 18  |       |
| Croptilon Raf., 1837             | 3         | America del Nord (Stati Uniti sud-orientali) e Messico (settentrionale) | Le radici sono fittoni annuali o brevemente perenni. - Le foglie presentano delle minute ma evidenti lacune (cavità aerifere) sulla faccia abassiale. - Il pappo è disposto su una sola serie. - Il numero cromosomico è ridotto da n = 9.      | 2n = 8, 10, 14 e 12 |       |
| Heterotheca Cass., 1817          | 69        | America del Nord e America Centrale                                     | Le foglie hanno delle forme da obovate a oblanceolate, sono poco venate e prive di sclerenchima superficiale. - La pubescenza è formata da grossolani e rigidi peli. - Il numero cromosomico di base è n = 9                                    | 2n = 18             |       |
| Noticastrum DC., 1836            | 20        | Sud America                                                             | Le corolle dei fiori del raggio sono bianche. - La distribuzione di queste piante è relativa al Sud America. | 2n = 18             |       |
| Osbertia Greene, 1895            | 3         | Messico                                                                 | Gli steli portano per lo più un solo capolino. - La forma degli acheni fusiforme-cilindrica con 8 - 16 superficiali coste. - Il pappo è monoseriato o biseriato.                                                                                | 2n = 10             |       |
| Pityopsis Nutt., 1840            | 12        | Stati Uniti d'America (sud-orientali), Messico e America Centrale       | Le radici sono dei rizomi perenni. - Le foglie sono prive di lacune. - Il pappo è formato da due (o più) serie di setole interne e una esterna di corte setole.                                                                                 | 2n = 18             |       |
| Tomentaurum G.L.Nesom, 1991      | 2         | Messico                                                                 | La superficie delle foglie è ricoperta da un denso tomento lanoso. - La forma degli acheni è strettamente oblunga e fortemente appiattita con 7 - 9 sottili nervature bianche su ogni faccia. - Ogni stelo ha un solo capolino.                 |                     |       |

### Chiave analitica
Per meglio comprendere ed individuare i vari generi della sottotribù, l'elenco seguente utilizza in parte il sistema delle chiavi analitiche (vengono cioè indicate solamente quelle caratteristiche utili a distingue un genere dall'altro):
- 1A: le corolle dei fiori del raggio sono bianche; la distribuzione di queste piante è relativa al Sud America;

- Noticastrum.

- 1B: le corolle dei fiori del raggio sono gialle; la distribuzione di queste piante è relativa al Nord America; 
  - 2A: la superficie delle foglie è ricoperta da un denso tomento lanoso; la forma degli acheni è strettamente oblunga e fortemente appiattita con 7 - 9 sottili nervature bianche su ogni faccia; ogni stelo ha un solo capolino;

- Tomentaurum.

- - 2B: la superficie delle foglie è variamente pubescente, ma mai tomentosa; gli acheni non hanno forme strette e piatte; gli steli possono portare uno-molti capolini;
    - 3A: le foglie hanno delle forme lineari e delle venature parallele o le venature hanno una tendenza fortemente parallela e sono associate masse sclerenchimatiche che formano delle increspature superficiali;

- Croptilon: le radici sono fittoni annuali o brevemente perenni; le foglie presentano delle minute ma evidenti lacune (cavità aerifere) sulla faccia abassiale; il pappo è disposto su una sola serie; il numero cromosomico è 2n = 12.
- Pityopsis: le radici sono dei rizomi perenni; le foglie sono prive di lacune; il pappo è formato da due serie di setole interne e una esterna di corte setole; il numero cromosomico è 2n = 18.

- -     - 3B: le foglie hanno delle forme da obovate a oblanceolate, sono poco venate e prive di sclerenchima superficiale;
      - 4A: la pubescenza è formata da grossolani e rigidi peli; il numero cromosomico è 2n = 18;

- Heterotheca.

- -     -       - 4B: la pubescenza è formata da sottili, flessibili e flagelliformi peli; il numero cromosomico è 2n = 10;

- Chrysopsis: la forma degli acheni varia da obovata a lineare-oblunga, e anche quasi da affusolata a leggermente piatta con 5 - 10 coste, le coste spesso hanno dei condotti resinosi; il pappo è biseriato; gli steli spesso portano numerosi capolini.
- Osbertia: la forma degli acheni fusiforme-cilindrica con 8 - 16 superficiali coste; il pappo è monoseriato o biseriato; gli steli portano per lo più un solo capolino.

A questo elenco è da aggiungere il genere Bradburia da poco descritto all'interno della sottotribù (vedi paragrafo "Filogenesi").